# ليوناردو دانيال فرانكو
ليوناردو دانيال فرانكو (بالإسبانية: Leonardo Daniel Franco)‏ (28 مايو 1995 في المكسيك - ) هو لاعب كرة قدم مكسيكي في مركز الوسط.

## وصلات خارجية
- ليوناردو دانيال فرانكو على موقع قاعدة بيانات كرة القدم.إي يو (الإنجليزية)
- ليوناردو دانيال فرانكو على موقع Soccerway.com (الإنجليزية)